# Diana Canova
Diana Canova, pseudonimo di Diana Canova Rivero (West Palm Beach, 1º giugno 1953), è un'attrice statunitense, attiva in campo teatrale, televisivo e cinematografico.

## Biografia
Figlia di Judy Canova e Filberto Rivera, dopo gli studi alla Hollywood High School e al Los Angeles City College ha fatto il suo debutto sul piccolo schermo nella serie TV Happy Days, a cui seguirono apparizioni in episodi di Chico and the Man e Starsky & Hutch, prima di arriva al successo con la serie Bolle di sapone, in cui recitò dal 1977 al 1980. Nel 1981 fu candidata al People's Choice Award per l'attrice preferita in una nuova serie televisiva per I'm a Big Girl Now. Attiva anche in campo teatrale, ha recitato a Broadway nei musical They're Playing Our Song (1980) e Company (1995), oltre ad apparire in numerose produzioni regionali, tra cui A Little Night Music a North Shore nel 1980.

### Vita privata
Dopo un primo matrimonio con Geoff Levin durato dal 1976 al 1979, è sposata con il produttore discografico Elliot Scheiner dal 1985 e la coppia ha avuto due figli.

## Filmografia parziale

### Attrice

#### Cinema
- La voce dell'amore (One True Thing), regia di Carl Franklin (1998)

#### Televisione
- Happy Days – serie TV, 1 episodio (1974)
- Chico and the Man – serie TV, 2 episodi (1974-1975)
- Lotta per la vita (Medical Story) – serie TV, 1 episodio (1975)
- Starsky & Hutch – serie TV, 1 episodio (1976)
- Bolle di sapone (Soap) – serie TV, 59 episodi (1977-1980)
- Fantasilandia (Fantasy Island) – serie TV, 4 episodi (1978-1979)
- Love Boat (The Love Boat) – serie TV, 3 episodi (1977-1985)
- Barney Miller – serie TV, 1 episodio (1979)
- La signora in giallo (Murder, She Wrote) – serie TV, 3 episodi (1984-1996)
- A cuore aperto (St. Elsewhere) – serie TV, 1 episodio (1986)
- Throb – serie TV, 48 episodi (1986-1988)

### Sceneggiatrice
- Throb – serie TV, 2 episodi (1987-1988)